# Storoji Vtórie
Storoji Vtórie - Сторожи Вторые (rus) - és un khútor del krai de Krasnodar, a Rússia. Es troba a la vora del riu Sossika, afluent del Ieia, a 16 km al sud-est de Staromínskaia i a 156 km al nord de Krasnodar.
Pertany al khútor de Vostotxni Sossik.